# چانگجیانگ
چانگجیانگ (انگلیسی: Changjiang) شرکت دولتی خدمات مالی چینی است، که  در ۱۹۸۸ تأسیس شد.